# Coenred van Mercia
Coenred (of Cenred, Coinred, Kenred en Chrenred) was van 704 tot 709 koning van Mercia.
Coenred was de zoon van koning Wulfhere van Mercia, die in 675 stierf. Coenred was toen nog te jong om de troon te bestijgen, en daarom werd zijn plaats ingenomen door zijn oom Æthelred. In 702 werd Coenred volgens de Angelsaksische kroniek koning van de "Southumbrians", die in Noord-Mercia leefden. In 704 werd hij koning van heel Mercia, nadat zijn oom afstand van de troon had gedaan om monnik te worden. Zijn heerschappij was een periode van relatieve vrede.
In 709 deed Coenred afstand van de troon. Hij werd opgevolgd door Coelred, de zoon van Æthelred. Coenred ging samen met Offa, de koning van Essex, en Egwin van Worcester op pelgrimstocht naar Rome. Hier ontmoette hij paus Constantijn I en leefde hij zijn verdere leven als monnik.